# Scalenus cingalensis
Scalenus cingalensis là một loài bọ cánh cứng trong họ Cerambycidae.